# Ceyzériat
Ceyzériat település Franciaországban, Ain megyében. Lakosainak száma 3306 fő (2022. január 1.). Ceyzériat Jasseron, Montagnat, Ramasse, Revonnas és Saint-Just községekkel határos.

## Népesség
A település népességének változása:
| Lakosok száma | 1503 | 1956 | 2058 | 2569 | 3039 | 3118 | 3157 | 3194 | 3202 | 3306 |
|               | 1968 | 1982 | 1990 | 2006 | 2013 | 2015 | 2017 | 2019 | 2020 | 2022 |